# Siempre pendientes
«Siempre pendientes» es una canción de los cantantes mexicanos Peso Pluma y Luis R. Conriquez. La canción fue lanzada el 15 de agosto de 2022 a través de Prajin Parlay, Kartel Music y Worms Music y fue escrita por el primo de Peso Pluma, Roberto "Tito" Laija.
Después del lanzamiento de la canción, generó controversia. La canción posiblemente sería parte de una serie de amenazas de muerte enviadas a Peso Pluma, quien elogia al narcotraficante mexicano Joaquín "El Chapo" Guzmán en sus canciones, lo que lo obligó a cancelar su show del 14 de octubre de 2023 en Tijuana.

## Letra
Líricamente, la canción es una apología del narcotráfico y el crimen organizado. La letra de la canción menciona a El Chapo o a su hijo, Iván Archivaldo Guzmán Salazar, usando sus iniciales "JGL" o "Don Iván" y está dirigida al Cártel de Sinaloa y los rivales del Cártel de Jalisco. Se mencionan más en el siguiente sencillo «El gavilán».

## Video musical
Un vídeo musical se lanzó originalmente el mismo día del lanzamiento de la canción en YouTube. Fue dirigido por César Acosta y protagonizada por ambos artistas empuñando rifles en un desierto con un gran equipo, recibiendo 2 millones de visitas en sus primeras 24 horas. El video fue eliminado de la plataforma de videos tres días después debido a la indignación.

## Posicionamiento en listas
| Lista (2022)                                       | Mejor posición |
| -------------------------------------------------- | -------------- |
| Global 200 (Billboard)                             | 174            |
| México (Billboard)                                 | 9              |
| EE. UU. Bubbling Under Hot 100 Singles (Billboard) | 11             |
| EE. UU. Hot Latin Songs (Billboard)                | 27             |

## Certificaciones
| País           | Organismo certificador | Certificación      | Ventas certificadas | Ref.   |
| -------------- | ---------------------- | ------------------ | ------------------- | ------ |
| México         | AMPROFON               | 4× platino         | 560 000             | [ 10 ] |
| Estados Unidos | RIAA                   | 5× platino (Latin) | 300 000             | [ 11 ] |